# Milton Ernest
Milton Ernest är en ort och civil parish i Storbritannien.   Den ligger i kommunen Borough of Bedford i  riksdelen England, i den sydöstra delen av landet, 80 km norr om huvudstaden London. Milton Ernest ligger 48 meter över havet och antalet invånare är 754.
Terrängen runt Milton Ernest är platt. Runt Milton Ernest är det tätbefolkat, med 319 invånare per kvadratkilometer. Närmaste större samhälle är Bedford, 7,2 km söder om Milton Ernest. Trakten runt Milton Ernest består till största delen av jordbruksmark.